# Javier Burrai
Javier Nicolás Burrai (ur. 9 października 1990 w San Nicolás de los Arroyos) – ekwadorski piłkarz pochodzenia argentyńskiego występujący na pozycji bramkarza, reprezentant Ekwadoru, od 2025 roku zawodnik argentyńskiego Talleres.
We wrześniu 2023 otrzymał ekwadorskie obywatelstwo po blisko sześciu latach zamieszkiwania w tym kraju.